# Шюллер, Леа
Леа Шюллер (нем. Lea Schüller; род. 12 ноября 1997, Тёнисфорст, Северный Рейн-Вестфалия) — немецкая футболистка, нападающий клуба «Бавария» и национальной сборной Германии. Бронзовый призёр летних Олимпийских игр 2024 года, серебряный призёр чемпионата Европы 2022 года.

## Клубная карьера
Шюллер начала играть в футбол в клубе «Хюльзер СВ», а в 2012 году перешла в молодёжную команду «СГС Эссен». Дебютировала в женской Бундеслиге в возрасте 16 лет 1 декабря 2013 года в домашнем матче против «Вольфсбурга», который закончился со счётом 2:0 в пользу хозяев. Забила свои первые два гола в Бундеслиге 26 февраля 2014 года в выездном матче против «Клоппенбурга», который закончился со счётом 3:1 в пользу хозяев. В июле 2017 года Шюллер продлила свой контракт с «СГС Эссен» на два года до июня 2020 года.
В 2020 году стала игроком немецкой «Баварии». Дебютировала за свою новую команду в предсезонном поединке, забив первые два гола в победном матче со счётом 3:1 против «Фрайбурга».
23 августа Шюллер впервые приняла участие в матче женской Лиги чемпионов УЕФА, проиграв со счётом 2:1 действующим чемпионам «Олимпик Лион». В сезоне 2020/2021 годов «Бавария» выиграла свой третий чемпионский титул, а Шюллер забила в общей сложности 16 голов и заняла третье место в списке лучших бомбардиров сезона.
В сезоне 2021/2022 годов в женской Бундеслиге Шюллер стала лучшим бомбардиром лиги с 16 голами. В сезоне 2022/2023 годов Шюллер забила 19 голов во всех соревнованиях и помогла «Баварии» снова выиграть чемпионат.
1 мая 2025 года Шюллер сделала хет-трик, который помог «Баварии» одержать победу над «Вердером» из Бремена со счётом 4:2 в финале Кубка Германии среди женщин. Это обеспечило клубу первый в истории дубль в национальном чемпионате и первый трофей Кубка Германии среди женщин с 2012 года.

## Карьера за сборную
Шюллер впервые была вызвана в первую сборную Германии тренером Штеффи Джонсом в июне 2017 года. Дебютировала в сборной в матче против Исландии в отборочном турнире чемпионата мира 2019 года 20 октября 2017 года, выйдя на замену в конце матча и забив гол. Позже, в апреле 2018 года, в отборочном турнире Шюллер забила все 4 гола в ворота Чехии, а команда одержала победу со счётом 4:0.
Шюллер была вызвана в сборную Германии на женский чемпионат мира по футболу 2019 года.
18 июня 2022 года Шюллер была включена в состав сборной Германии из 23 игроков для участия в женском чемпионате Европы по футболу 2022. Сборная стала финалистом этого турнира.
Шюллер была вызвана в сборную Германии на женский чемпионат мира по футболу 2023 года.
3 июля 2024 года Шюллер вызвали в сборную Германии на летние Олимпийские игры 2024 года. Германия завоевала бронзовые медали на этом турнире.
В июне 2025 года была заявлена в сборную Германии для участия в чемпионате Европы. В первом матче против Польши забила гол.

## Достижения
- Чемпионка Германии 2020/2021, 2022/2023, 2023/2024, 2024/2025 годов;
- Обладательница Кубка Германии: 2024/25 годов.
- Обладательница Суперкубка Германии 2024 года.

### Международные
- Бронзовый призёр летних Олимпийских игр 2024 года в Париже.
- Вице-чемпионка Европы: 2022[8]
- Бронзовая призёрка Лиги Наций[англ.]: 2023/24[англ.][9]

### Индивидуальные
- Футболистка года в Германии — 2022 год[10];
- Лучший игрок года в женской сборной Германии — 2021 год[11].